# الكسندر نيلسون (منافس ألعاب قوى)
الكسندر نيلسون (بالإنجليزية: Alexander Nelson)‏ هو منافس ألعاب قوى بريطاني، ولد في 21 مارس 1988 في ستوك أون ترينت في المملكة المتحدة.

## وصلات خارجية
- الكسندر نيلسون على موقع الاتحاد الدولي لألعاب القوى (الإنجليزية)
- الكسندر نيلسون على موقع أوليمبيديا (الإنجليزية)